# Magic Symphonies: The Very Best of Blue System
Magic symphonies - The very best of Blue System es un álbum recopilatorio de tres discos compactos que abarca la carrera de la banda alemana pop Blue System desde 1987 hasta 1997. Fue lanzado al mercado el 8 de mayo de 2009. Es editado bajo el sello Sony Music y producido, compuesto y arreglado por Dieter Bohlen y coproducido por Luis Rodriguez. 
El disco 1 incluye los sencillos publicados entre 1987 y 1991. El disco 2 incluye los sencillos publicados entre 1991 y 1997, y el disco 3 contiene las versiones en 12" de los principales sencillos de la banda.

## Lista de canciones

### Disco 1
| #   | Título                                                             | Tiempo |
| --- | ------------------------------------------------------------------ | ------ |
| 1.  | "Sorry Little Sarah"                                               | 3:32   |
| 2.  | "Big Boys Don't Cry"                                               | 3:11   |
| 3.  | "Gangster Love"                                                    | 4:27   |
| 4.  | "She's A Lady"                                                     | 4:59   |
| 5.  | "My Bed Is Too Big"                                                | 3:15   |
| 6.  | "Under My Skin"                                                    | 3:31   |
| 7.  | "Silent Water"                                                     | 3:24   |
| 8.  | "Love Suite"                                                       | 3:14   |
| 9.  | "Magic Symphony"                                                   | 3:35   |
| 10. | "Love Me On The Rocks"                                             | 3:15   |
| 11. | "Nobody Makes Me Crazy (Like You Do)"                              | 3:27   |
| 12. | "Call Me Dr. Love (A New Dimension)"                               | 3:20   |
| 13. | "48 Hours"                                                         | 3:52   |
| 14. | "Love Is Such A Lonely Sword" Voz adicional - Audrey Motaung       | 4:15   |
| 15. | "When Sarah Smiles"                                                | 3:46   |
| 16. | "Try The Impossible"                                               | 3:25   |
| 17. | "Lucifer"                                                          | 3:40   |
| 18. | "Testamente D'Amelia"                                              | 3:32   |
| 19. | "Lisa Said..."                                                     | 4:46   |
| 20. | "Is It Love?"                                                      | 3:00   |
| 21. | "Magic Symphony" (7 Remix) Productor adicional y remix - Dave Ford | 3:35   |

Todas las canciones fueras compuestas y arregladas por Dieter Bohlen.

### Disco 2
| #   | Título                                     | Tiempo |
| --- | ------------------------------------------ | ------ |
| 1.  | "Déjà Vu"                                  | 3:40   |
| 2.  | "It's All Over" Featuring - Dionne Warwick | 3:53   |
| 3.  | "Better Than The Rest"                     | 3:57   |
| 4.  | "Romeo And Juliet"                         | 3:47   |
| 5.  | "I Will Survive"                           | 3:38   |
| 6.  | "Heartache No. 9"                          | 3:27   |
| 7.  | "History"                                  | 3:35   |
| 8.  | "Operator"                                 | 3:15   |
| 9.  | "Dirty Money"                              | 2:55   |
| 10. | "Talk To Me"                               | 3:18   |
| 11. | "6 Years - 6 Nights"                       | 3:45   |
| 12. | "That's Love"                              | 3:31   |
| 13. | "This Old Town"                            | 3:19   |
| 14. | "Dr. Mabuse"                               | 3:50   |
| 15. | "Crying Game"                              | 3:15   |
| 16. | "Laila"                                    | 3:27   |
| 17. | "Une Chambre Pour La Nuit"                 | 3:21   |
| 18. | "Only With You"                            | 3:25   |
| 19. | "Body To Body"                             | 3:32   |
| 20. | "For The Children"                         | 3:56   |
| 21. | "Anything"                                 | 3:42   |
| 22. | "Love Will Drive Me Crazy"                 | 3:35   |

Todas las canciones fueras compuestas y arregladas por Dieter Bohlen, excepto la N.º20 que fue arreglada por Werner Becker.

### Disco 3
| #   | Título                                                                  | Tiempo |
| --- | ----------------------------------------------------------------------- | ------ |
| 1.  | "Sorry Little Sarah (Long Version)"                                     | 5:12   |
| 2.  | "My Bed Is Too Big (No Longer Too Big Bed Mix)"                         | 5:25   |
| 3.  | "Under My Skin (12 Version)"                                            | 5:14   |
| 4.  | "Silent Water (Long Version)"                                           | 4:48   |
| 5.  | "Love Suite (12 Version)"                                               | 5:28   |
| 6.  | "Magic Symphony (Long Version)"                                         | 5:31   |
| 7.  | "Love Me On The Rocks (12 Version)"                                     | 5:16   |
| 8.  | "48 Hours (Maxi Version)"                                               | 4:33   |
| 9.  | "Déjà Vu (Maxi Mix)"                                                    | 6:18   |
| 10. | "Romeo And Juliet (Maxi Version)"                                       | 5:02   |
| 11. | "Magic Symphony (Fun Mix)" Productor adicional y remix - Dave Ford      | 7:01   |
| 12. | "Magic Symphony (12 Power Mix)" Productor adicional y remix - Dave Ford | 7:19   |
| 13. | "Magic Symphony (7 Power Mix)" Productor adicional y remix - Dave Ford  | 3:56   |
| 14. | "Laila (Blue Dance Mix)" Remix - Masterboy Beat Production              | 6:00   |

Todas las canciones fueras compuestas por Dieter Bohlen.

## Créditos
- Trabajo de arte - ebbe & flut
- Coproductor - Luis Rodriguez (canciones: 1-1 a 1-21, 2-01 a 2-13, 3-01 a 3-13)
- Compilación - Frank Eberlein
- Productor, arreglos - Dieter Bohlen
- Composición - Dieter Bohlen
- Remasterización digital - MM-Sound Digital Mastering Studio GmbH
- Distribución - Sony Music Entertainment